# Näsa

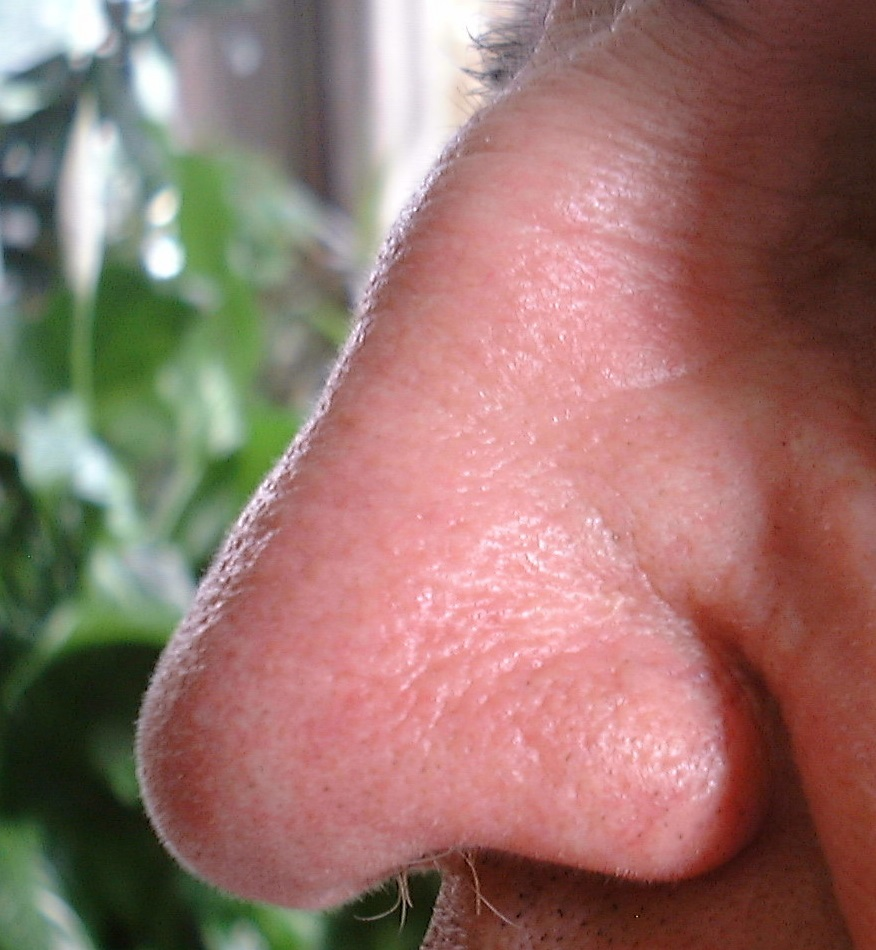
En näsa.

Näsan är hos människan ett från ansiktet utskjutande organ för andning och lukt. Motsvarande organ hos andra djurarter kallas nos, tryne, mule, eller snabel.
Det iögonfallande organet har uppmärksammats som litterärt tema bland andra av novellisterna Nikolaj Gogol och Akutagawa Ryunosuke.

## Funktion och uppbyggnad
Andningen sker huvudsakligen genom näsan när kroppen är i vila. Vid fysisk ansträngning kan andning också ske genom munhålan för att öka syreupptaget.
Näshålan (cavum nasi) är delad i två halvor (näsborrar) av nässkiljeväggen, nässeptum, som är uppbyggd av brosk (framtill) och ben (baktill) och täckt av en slemhinna. I näsborrarna finns kraftiga hårstrån som fungerar som ett luftfilter; de fångar upp partiklar, små insekter och annat från att komma in i luftvägarna. Nässlemhinnan är fuktig och försedd med blodkärl med stort blodflöde, vilket gör att inandningsluften fuktas och värms upp. Slemmet fångar också upp mikroorganismer och partiklar som lyckats ta sig förbi näshåren. Att luften fuktas, värms upp och rensas är viktigt för att skydda lungorna mot infektioner, nedkylning och uttorkning.
I vardera näsborren finns tre näsmusslor (Conchae), som är benplattor beklädda med en slemhinna. Dessa består av hålrum kopplade till vener, vilket bidrar till uppvärmningen av inandningsluften. Vid inandning strömmar samtidigt luften över näsmuskler i näshåligheten, vilka dirigerar luften i riktning mot nästaket. Luktpartiklar i luften kommer då i kontakt med receptorer som omvandlar dessa molekyler till elektriska impulser i hjärnan som registrerar lukten som en viss doft. 
Lukt kopplas inte om i talamus, till skillnad från andra sinnesförnimmelser, utan går direkt till hjärnans känslomässiga centrum, limbiska systemet, och hjärnbarken. Detta gör att lukt kan framkalla starka känslor, och har att göra med att luktsinnet är en väldigt basal sensorisk funktion.

## Näsrelaterade sjukdomar
- Förkylning
- Hösnuva
- Näsblod